# Max Blanckenhorn
Max Ludwig Paul Blanckenhorn (* 16. April 1861 in Siegen; † 13. Januar 1947 in Marburg) war ein deutscher Geologe und Paläontologe.

## Leben und Wirken
Blanckenhorn war der Sohn des Baurats Carl Blanckenhorn und dessen Ehefrau Sophie, geb. Budach. Er ging in Kassel auf das Wilhelms-Gymnasium, nachdem die Familie 1870 dorthin gezogen war. Er studierte in Göttingen, Berlin, Straßburg und Bonn, wo er 1885 „über die Trias am Nordrand der Eifel zwischen Commern, Zülpich und dem Roerthale“ promovierte. Danach blieb er zunächst als Assistent in Köln. 1888 wurde er Privatassistent von Konrad Oebbecke in Erlangen und 1891 habilitierte er sich an der Universität Erlangen. 1894 heiratete er Margarete Hattenbach, mit der er vier Kinder hatte. Ab 1897 war er freiwilliger Mitarbeiter der Preußischen Geologischen Landesanstalt, für die er in den folgenden Jahren immer wieder kartierend tätig war, insbesondere in den Jahren 1901 bis 1907 und ab 1911. 1899 zog er nach Berlin und arbeitete im dortigen Museum für Naturkunde. 1905 erhielt er vom Preußischen Kultusminister den Professorentitel. 1912 erfolgte der Umzug nach Marburg, da er kartierend überwiegend in Nordhessen tätig war. Während des Ersten Weltkrieges war er als Geologe in Mazedonien tätig.
In den Jahren 1888 bis 1931 unternahm er verschiedene Forschungsreisen in den Orient. Dies waren im Einzelnen:
- 1888 Reise nach Nord-Syrien
- 1894 Reise nach Nord-Ägypten, westlicher Sinai, Süd-Palästina
- 1897–1899 Über zwei Jahre Anstellung als Feldgeologe und Sammelpaläontologe beim Geological Survey of Egypt. Seit dieser Tätigkeit wird er als „Vater der ägyptischen Geologie“ bezeichnet.
- 1901–1902 Reise nach Ägypten
- 1904–1905 Reise nach Palästina beiderseits des Jordans mit dem Botaniker Aaron Aaronsohn[3]:26 (Bruder Sarah Aaronsohns)
- 1906 Reise nach Ägypten und Arabien, unterstützt durch die Preußische Akademie der Wissenschaften. Dabei auch Beschäftigung mit der Hedschasbahn sowie Feuersteinartefakten.
- 1908 Reise nach Palästina mit Aaron Aaronsohn und dem Zoologen Israel Aharoni im Auftrag Sultan Abdülhamids II. unterstützt von der Berliner Jagor-Stiftung.[3]:39 Arbeiten über das Jordantal und das Tote Meer.
- Eine 1914 geplante Reise an das Rote Meer im Auftrag der Bank of England wurde durch den Ersten Weltkrieg vereitelt.
- 1931 Reise nach Syrien und Palästina auf Einladung französischer Geologen

Auf der Basis dieser Erfahrungen verfasste er eine Reihe von Arbeiten über die Geologie von Ägypten, Syrien und Palästina. Darunter sind auch eine geologische Karte von Palästina, eine Karte von Nord-Syrien, eine 341 Seiten starke „Geologie Egyptens“, er war darin ein Pionier, sowie die Kapitel über Syrien, Arabien, Mesopotamien und Ägypten im Handbuch der regionalen Geologie. Daneben beschäftigte er sich auch mit Arbeiten über die Geschichte des Nils, den paläolithischen Menschen in Ägypten, mit lagerstättenkundlichen Arbeiten sowie Meteorologie.
Zahlreiche Blätter der heutigen Geologischen Karte von Hessen wurden von Blanckenhorn kartiert. Außerdem arbeitete er an der Carte géologique internationale de l’Europe mit.

## Auszeichnungen
- 1908 Goldene Liakat-Medaille für Kunst und Wissenschaft des türkischen Sultans
- 1923 silberne Leibniz-Medaille der Preußischen Akademie der Wissenschaften
- Ehrenmitglied des Instituts Egyptien in Kairo
- 1936 Ehrenmitglied der Deutschen Geologischen Gesellschaft

## Mitgliedschaften
- 1881 Deutsche Geologische Gesellschaft
- Mitglied des Vorstandes des Deutschen Vereins zur Erforschung Palästinas in Leipzig
- Herausgeber der deutschen Monatsschrift für Kolonialpolitik und Kolonisation

## Verschiedenes
1896 veröffentlichte er ein 180 Seiten starkes „Taschen-Liederbuch für sangesfreudige und wanderlustige Naturforscher und Naturfreunde“.

## Schriften
Ein umfangreiches Schriftenverzeichnis befindet sich im Nachruf von H. Udluft
- Die Trias am Nordrande der Eifel zwischen Commern, Zülpich und dem Roerthale. Abhandlungen zur geologischen Specialkarte von Preussen und den Thüringischen Staaten, Band 6, Heft 2, 135 S., 3 Taf., Verlag der Neumann’schen Kartenhandlung, Berlin 1885
- Die fossile Flora des Buntsandsteins und des Muschelkalks der Umgegend von Commern. Palaeontographica, 32: 117–154, Taf. XV–XXII, 1886
- Über Ceratiten des Oberen deutschen Muschelkalks. Verh. d. naturh. Ver. d. preuss. Rheinlande, 44, Sitzber., S. 26–32, 1887
- Die Geognostischen Verhältnisse von Afrika : Der Atlas, das nordafrikanische Faltengebirge, Gotha: J. Perthes 1888
- Grundzüge der Geologie und physikalischen Geographie von Nord-Syrien: eine geologisch-geographische Skizze, Berlin: Friedländer 1891
- Beiträge zur Geologie Syriens: Das marine Pliocän in Syrien, Erlangen 1891
- Die Strukturlinien Syriens und des Roten Meeres, Berlin 1893
- Saurierfunde im Fränkischen Keuper. Sitzungsberichte der Physikalisch-medicinischen Societät in Erlangen. 29 (1897): 67–91, 1898
- Das Neogen in Aeypten und seine Pectiniden-fauna, Berlin 1900
- Neues zur Geologie und Paläontologie Ägyptens, Berlin, Cotta, 1900, 1901
- Herausgeber mit Lenore Selenka: Die Pithecanthropus-Schichten auf Java: Geologische und paläontologische Ergebnisse der Trinil-Expedition (1907 und 1908), Leipzig: W. Engelmann 1911
- Naturwissenschaftliche Studien am Toten Meer und im Jordantal: Bericht über eine im Jahre 1908 (im Auftrage S.M. des Sultans der Türkei Abdul Hamid II. und mit Unterstützung der Berliner Jagor-Stiftung) unternommene Forschungsreise in Palästina, Berlin: Friedländer 1912
- Syrien, Arabien und Mesopotamien, Heidelberg: C. Winter 1914
- Ägypten, Handbuch der regionalen Geologie, Band 7,9, Heidelberg: C. Winter 1921